# Ghiacciaio Recovery
Il ghiacciaio Recovery (in lingua inglese ghiacciaio del recupero) è un ghiacciaio lungo almeno 100 km e largo 64 km alla fronte, che fluisce in direzione ovest lungo il fianco meridionale della Catena di Shackleton, nella Terra di Coats in Antartide. 
Fu fotografato per la prima volta dall'aereo e esaminato da terra da parte della Commonwealth Trans-Antarctic Expedition (CTAE) nel 1957. È stato così denominato per ricordare il recupero (recovery) dei numerosi veicoli della spedizione che caddero nei profondi crepacci coperti da ponti di neve durante le prime fasi della spedizione antartica.